# Petit-duc de Siau
Otus siaoensis
Espèce
Statut de conservation UICN

 CR D : 
En danger critique
Statut CITES
Le Petit-duc de Siau (Otus siaoensis) est une espèce d'oiseaux de la famille des Strigidae, autrefois considérée comme une sous-espèce du Petit-duc de Manado (O. manadensis).
L'espèce n'est connue que par un seul holotype, datant de 1866, et par quelques observations plus récentes dans son milieu naturel.

## Répartition
Cette espèce vit sur l'île de Siau.